# Carlo Biscaretti di Ruffia (senatore)
Carlo Giuseppe Alessandro Maurizio Maria Biscaretti conte di Ruffia (Chieri, 27 settembre 1796 – Torino, 2 giugno 1889) è stato un generale e politico italiano, già ufficiale nell'Armata Sarda durante la guerra della settima coalizione, si distinse particolarmente nel corso della prima guerra d'indipendenza italiana combattendo a Pastrengo, Goito, Santa Lucia, Custoza, Mortara e Novara. Insignito della Croce di Grande Ufficiale dell'Ordine militare di Savoia, della Gran croce dell'Ordine dei Santi Maurizio e Lazzaro, fu nominato Senatore del Regno d'Italia nel 1861.

## Biografia
Nacque a Chieri il 27 settembre 1796, figlio del conte Teodoro Angelo Roberto (1771-1843), all'interno di una famiglia di tradizione militare. Sottotenente nel Reggimento delle Guardie il 13 ottobre 1814, partecipò alla campagna contro la Francia del 1815, combattendo negli scontri in Savoia, nella battaglia di Nantua e alla conquista di Grenoble. Sottotenente dei granatieri l'8 settembre 1815, divenne tenente d'ordinanza il 23 dicembre 1815,, tenente de’ scelti il 29 luglio 1820, capitano in servizio permanente il 22 dicembre 1821, capitano de’ scelti in servizio permanente il 28 febbraio 1824. Promosso maggiore in servizio alt. il 25 giugno 1831, maggiore d’ordinanza
il 19 febbraio 1834, tenente colonnello il 16 agosto 1836, colonnello in seconda il 18 giugno 1839, colonnello comandante del Reggimento Granatieri il 26 novembre 1839. Si sposò in prime nozze con Malvina del conte Roero di Guarene che morì di parto insieme al figlio nel 1841. Nel 1844 si sposò con Anoinette Laura Le Tonnelier de Breteuil dalla quale ebbe un figlio, Roberto (1845-1940)., e l'11 novembre 1845 fu nominato Cavaliere di seconda classe dell'Ordine di Sant'Anna di Russia. Il 1 marzo 1848 fu promosso maggior generale e fu sostituito nell'incarico nel Reggimento Granatieri dal marchese Giulio Cesare Da Passano. Nel corso della prima guerra d'indipendenza italiana prese parte alla battaglia di Santa Lucia (7 giugno 1848) e a quella di Goito (30 maggio 1848), venendo decorato con una medaglia d'argento al valor militare e una menzione onorevole. Successivamente prese parte alla battaglia di Custoza (1848) (23-25 luglio) in cui, in qualità di maggior generale venne inviato, per ordine del duca di Savoia, presso il monte Mamaor con il 1º Reggimento Guardie e con ciò che restava della 9ª Batteria da battaglia dove costrinse alla ritirata gli austriaci e prese parte al combattimento di Staffalo. Inoltre con il 1º Reggimento Guardie e la 9ª Batteria portò aiuto al principe Vittorio Emanuele nella dura resistenza per coprire la ritirata dell'armata piemontese verso Villafranca. Partecipò anche alla campagna del 1849, distinguendosi nella battaglia di Mortara e in quella di Novara.
Promosso tenente generale il 31 dicembre 1852, fu comandante delle Divisioni militari di Alessandria e Genova, Ispettore generale dell'esercito (1857-1859), Presidente del comitato per l'arma di fanteria, aiutante di campo onorario del Re d'Italia, Senatore del Regno dal 1861, comandante territoriale di Firenze (1866), e membro del consiglio dell'Ordine militare di Savoia (1874), insignito del titolo di Cavaliere di gran croce dell'Ordine dei Santi Maurizio e Lazzaro. Si spense a Torino il 2 giugno 1889.

### Annotazioni
1. ↑  Che fu poi Senatore del Regno, pioniere dell'automobilismo e co-fondatore della FIAT il 1º luglio 1899.
2. ↑  Parte di essa era stata mandata a prendere posizione verso Guastalla con un battaglione del 2º Reggimento Guardie.

### Fonti
1. 1 2 3 4 5 6  Di Pietrantonio 2020, p. 43.
2. 1 2 3 4 5 6  Ilari, Shamà 2008, p. 82.
3. 1 2 3 4 5 6 7 8  Di Pietrantonio 2020, p. 44.
4. ↑  Sito web del Quirinale: dettaglio decorato.